# Železniční strážní domek

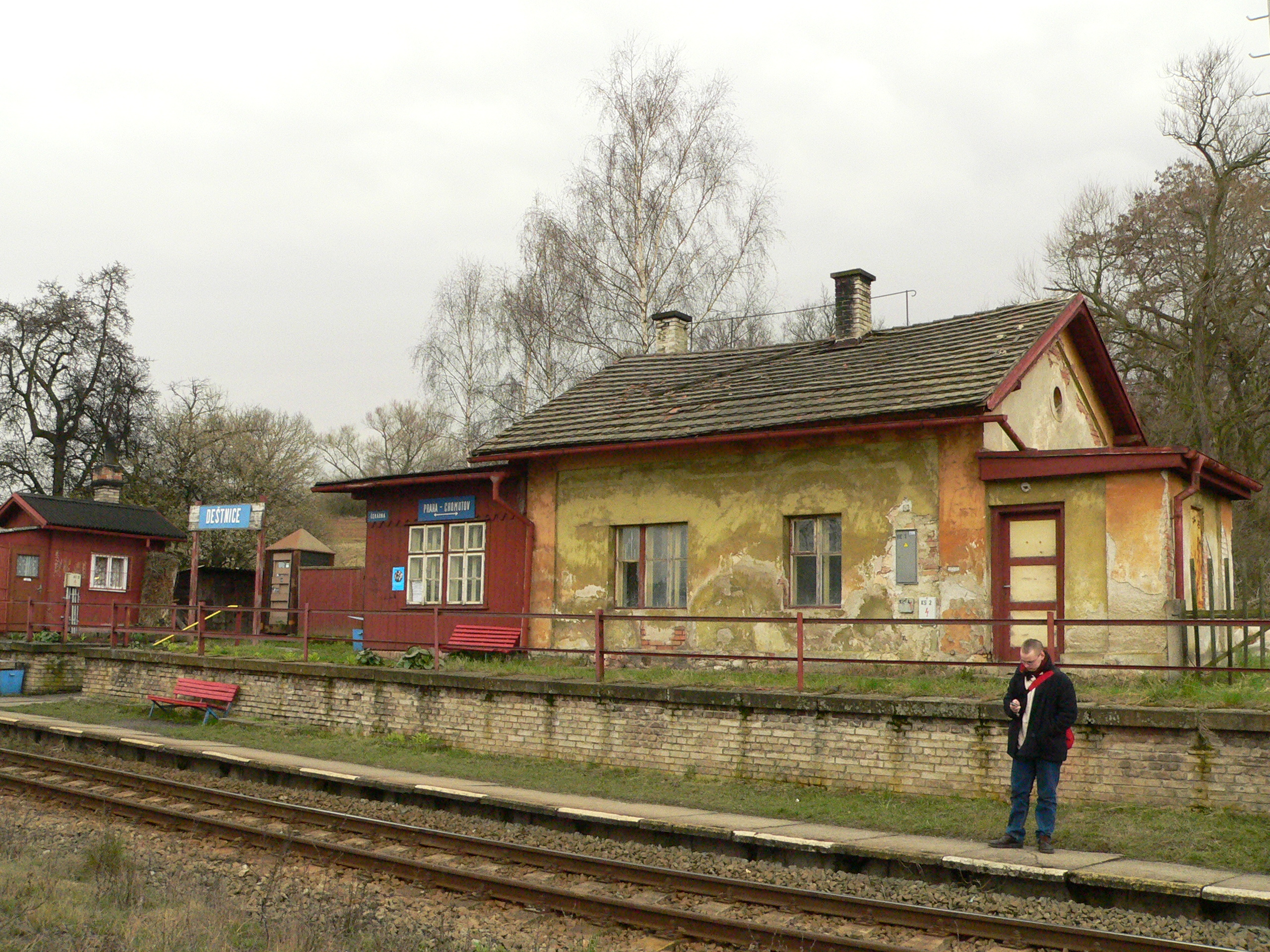
Strážní domek Buštěhradské dráhy, hláska Deštnice.

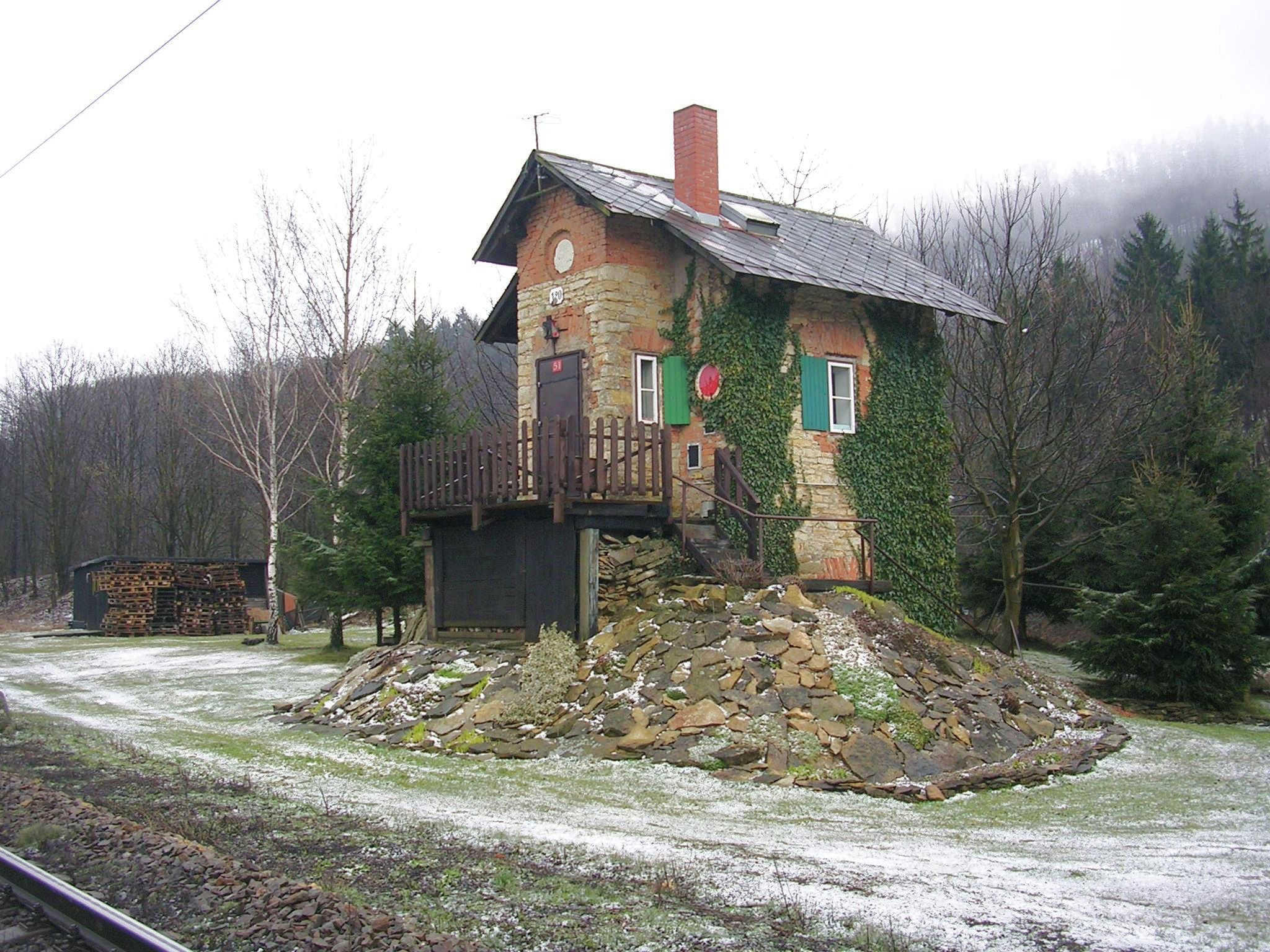
Strážní domek olomoucko-pražské dráhy mezi stanicí Brandýs nad Orlicí a zastávkou Bezpráví.

Železniční strážní domek je zejména v německých zemích a na území bývalého Rakouska-Uherska malé obydlí strážníka železniční trati, stojící v blízkosti kolejí buď v pravidelných rozestupech nebo u míst, která vyžadovala zvýšený dozor (železniční přejezd, most, tunel, násep, propusť, železniční odbočka, zhlaví železniční stanice atd.). Další užívané pojmenování pro tento typ stavby je drážní domek či v železničářském slangu vechtrovna z německého Bahnwächterhaus, německy též Bahnwärterhaus, polsky strażnica kolejowa, francouzsky maison de garde a španělsky casa de guardia.

## Historie a funkce
Strážní domky byly budovány již u prvních koněspřežných železnic, například na linecko-budějovické nebo lánské koněspřežce, jejich zlatou érou však byl rozvoj parostrojních železnic od 40. let 19. století. Stavěly se na hlavních tratích státních či soukromých železničních společností (Severní dráha císaře Ferdinanda, Dráha císaře Františka Josefa, Buštěhradská dráha a jiné), kde se budovaly v pravidelných rozestupech podél celé trati. Často se strážní domky stavěly jeden na dohled druhého (ve vzdálenosti např. do 1 km), tak aby si strážící mohli opticky předávat zprávu o průjezdu vlaku a pěšími pochůzkami hlídat stav trati. Této počáteční době ovšem vděčíme za fakt, že těchto staveb byly postaveny tisíce. Na tratích místního významu, tzv. lokálkách, budovaných převážně kolem přelomu století, se strážní domky stavěly jen výjimečně ke střežení větších staveb, například u mostů či zastávek.
Strážní domky měly zároveň účel dopravní a obytný. Sloužily jako nájemní služební byt zaměstnance dráhy a jeho rodiny. Zároveň strážník trati, v železničářském slangu vechtr, vykonával v okolí domku strážní službu, která spočívala v povinnosti projít po každém průjezdu vlaku přidělený úsek trati a zkontrolovat technický stav trati. Dozor měl význam i v protipožární ochraně, mohl pomoci včas odhalit vznikající požár polí, lesů či dřevěných staveb od jisker z parních lokomotiv. Služba byla v podstatě nepřetržitá, ovšem vzhledem k původní frekvenci provozu obnášela jen několik pochůzek denně. Domky stojící na vlakových zastávkách a často stavebně spojené s přístřeškem či čekárnou sloužily nejenom k řízení dopravy, ale i například k odbavení cestujících.
Strážní domky byly svého času zajímavým sociálním a podnikatelským projektem. První obyvatelé, kteří vykonávali svou práci jen za malý plat a služební byt, se často rekrutovali z rodin stavebních dělníků pracujících na stavbě dráhy.
S postupným zaváděním telegrafu a elektrických a mechanických návěstí strážní domky větší část původní funkce ztratily. Postupně došlo také k oddělení obytné a dopravní funkce strážního domku (malé domky nevyhovovaly moderním nárokům na bydlení, zvyšující se frekvence dopravy a pracovně-právní regulace znemožnila nepřetržitou službu). I po této změně se však ze strážních domků i nadále obsluhovaly železniční přejezdy, ovládaly výhybky železničních odboček, udržovala návěstidla, výhybky, drátovody, noční petrolejové osvětlení, sdělovací zařízení a prováděla technická obhlídka stanoveného úseku. Domky k obsluze trati začínaly být vyčleňovány k různým účelům jako hlásky, hradla, stavědla a tzv. T-domky s telegrafním nebo telefonním spojením, nazývané stanoviště strážníka trati.
Některé domky sloužily jako služební byty, avšak protože mnohé z nich nevyhovují moderním hygienickým a dalším požadavkům (například na ochranu před hlukem, pitná voda, elektřina, kanalizace, špatná přístupnost, obtížná ochrana před zloději či vandaly), část jich bez využití zpustla, byla zbourána nebo odprodána či pronajata jiným subjektům například pro rekreaci nebo zájmovou či obchodní činnost. Odlehlost a zvláštnost strážních domků také lákala lidi snažící se o alternativní životní styl, podivíny i kriminální živly. Nemalá část opuštěných strážních domků se stala domovem bezdomovců a lidí na okraji společnosti. Mnohde naopak bývalé strážní domky přežily samotnou dráhu, která je již zrušena, a osamocený udržovaný strážní domek je tak svědkem někdejší dráhy a stává se vítaným pozůstatkem pro železniční archeology.

## Stavba a rozdělení
Strážní domky, podobně jako další drážní stavby, byly většinou typizované objekty stavěné podle ústředního plánu, ovšem s přihlédnutím k místním podmínkám. Realizace byla často zadána i místním stavebním firmám. Strážní domky se liší podle toho, která železniční společnost a v jakém období je vybudovala, ale rozdíly ve stavebním provedení jsou mnohdy i v rámci jedné trati, některé rozdíly vznikly i dodatečnými přístavbami nebo přestavbami.
Pro některé železniční společnosti je typická stavba přízemních či patrových strážních domků, ovšem vždy alespoň částečně podsklepených a s půdním prostorem pod sedlovou střechou. Najdeme i dvojdomky stavebně rozdělené a obývané dvěma rodinami zároveň. Bavorská společnost východní dráhy (Ostbahngesellschaft) stavěla dokonce menší strážní domky pro svobodné strážníky trati a větší pro ženaté. Typická je velká jednoduchost stavebního řešení a skromnost tohoto obydlí, motivovaná jistě i ekonomicky. Typický byt strážního domku má jen jednu velkou a jednu menší místnost.
Velká místnost sloužila celé rodině k bydlení a zároveň k výkonu služby, typická jsou tedy velká okna kvůli dobrému rozhledu na trať, zlepšenému třeba i oknem ve vnitřní příčce. Na stranu mimo koleje často okna úplně chybí. Hlavní místnost bývala umístěna v úrovni kolejí nebo výše, strážní domky stojící při náspech byly proto kvůli dobrému rozhledu i vícepatrové nebo věžové.
Menší místnost sloužila jako předsíň, přes kterou se procházelo dále do velké místnosti, po schodech dolů do sklepa či nahoru na půdu a často zde bývala i kuchyně.
Sklep byl důležitý pro uchování potravinových zásob na zimu, půda pro uskladnění sena a slámy pro hospodářská zvířata.
Střecha domku byla kryta pálenými taškami, břidlicí či plechem, jen výjimečně šindelem a nikdy došky kvůli riziku požáru od projíždějících lokomotiv. Často, zvláště v horských úsecích, se střešní krytinou kryla i návětrná strana domku.
Na vnější fasádě na místě dobře viditelném z trati bylo umístěno identifikační číslo strážního domku, případně písmeno T (telegram / telefon).
Život ve strážním domku byl často podmíněn odlehlostí od ostatní zástavby podobně jako u hájoven a samot. Důležité bylo vybudování studny a přístřešku pro domácí zvířata, dřevníku a zahrady pro pěstování zeleniny a ovoce, protože samozásobitelství bylo v té době obvyklé a obyvatelé strážního domku si mohli základní potraviny obstarávat jinde v některých případech jen zřídka. Inženýrské sítě tehdy neexistovaly, zřízen byl jen suchý záchod a z výdobytků techniky jen drážní telefon k výkonu služby či zvonková návěst čili hekafon neboli „číňan“ oznamující průjezd vlaku. Do některých domků byl zaveden elektrický proud z blízkých sídel, ale část je dodnes zcela ostrovním systémem (s elektrocentrálou, jinde nabíjenými a dováženými akumulátorovými bateriemi, větrnou elektrárnou či solárními panely) nebo zcela bez elektřiny.

## Strážní domky v umění
Prostředí strážního domku našlo svůj odraz i v umění:
- Karel Čapek: povídka Modrá chryzantéma
- Josef Kopta: román Hlídač č. 47
- Zdeněk Svěrák, Ladislav Smoljak, Jára Cimrman: drama Švestka (jevištní sklerotikon)